# El Peix
El Peix, chiamato anche El Peix d'Or (in italiano Il pesce d'oro), è un'opera d'arte che si trova sul lungomare di Barcellona e costruita durante i Giochi olimpici del 1992.
È una struttura metallica color oro realizzata in acciaio inox alta 35 m e lunga 54 m, il cui aspetto cambia a seconda dell'intensità e della direzione dei raggi solari grazie a degli speciali pannelli. La difficile realizzazione delle strutture e dei rivestimenti in acciaio inossidabile trattato elettronicamente è stata resa possibile grazie alle tecnologie italiane del gruppo Permasteelisa di Vittorio Veneto, che ha co-progettato l'opera.
L'opera funge da tettoia per i ristoranti e i casinò posti tra il lungomare e l'hotel Arts.
L'opera è stata realizzata dall'architetto canadese Frank Gehry.

## Galleria d'immagini
|  |  |  |  |  |